# Parni valjak
Parni valjak è un gruppo musicale pop-rock croato, formato a Zagabria nel 1975.
In attività tra il 1975 e il 2005, poi ricostituitosi nuovamente dopo alcuni anni di pausa, si formò nel 1975 dopo lo scioglimento del gruppo Grupa 220, a Zagabria. Suoi componenti erano Aki Rahimovski (voce), Husein Hasanefendić (chitarra, voce), Srećko Antonioli (percussioni, voce), Zlatko Miksić (basso) in Jurica Pađen (chitarra, voce).
A differenza di diversi gruppi rock jugoslavi degli anni ottanta, come Azra e Prljavo kazalište, i Parni valjak suonavano una musica più »mainstream«, che gli portò successo commerciale in Croazia e nelle altre repubbliche jugoslave. Il primo singolo uscì nel 1976 per la casa discografica PGP RTB, e conteneva le canzoni »Parni valjak« e »Šizofrenik«. Nello stesso anno seguì il primo album in studio Dođite na show!, sempre per la PGP RTB. Da allora pubblicarono regolarmente, ogni anno o due, nuovi album o compilation, molti dei quali conquistarono il disco d'oro o di platino. Con gli anni la formazione cambiò numerose volte e dei fondatori rimasero solo Aki Rahimovski e Husein Hasanefendić.
Nel loro trentennale, nel 2005 svolsero una tournée finale in Croazia e in Slovenia, alla fine della quale si sciolsero. Si riunirono nuovamente dal dicembre 2009, quando partirono con una tournée in Croazia.

## Discografia

### Album in studio
- Dođite na show! (PGP RTB, 1976)

Glavom kroz zid, Jugoton, 1977
Gradske priče, CBS/Suzy, 1979
City Kids, CBS, 1979
Vruće igre, CBS/Suzy, 1980
Vrijeme je na našoj strani, Suzy, 1981
Glavnom ulicom, Suzy, 1983
Uhvati ritam, Jugoton, 1984
Pokreni se!, Jugoton, 1985
Anđeli se dosađuju?, Jugoton, 1987
Sjaj u očima, Jugoton, 1988
Lovci snova, Jugoton, 1990
Buđenje, Esnaf/Croatia Records, 1994
Samo snovi teku uzvodno, Croatia Records, 1997
Zastave, Croatia Records, Košava, 2000
Pretežno sunčano?, Croatia Records/Master Music, 2004

### Album concerto
Koncert - Live '82, Suzy, 1982
E=mc2, Jugoton, 1986
Svih 15 godina - Live..., Croatia Records, 1991
Bez struje: Live in ZeKaeM, Croatia Records, 1995
Kao nekada: Live in S.C., Croatia Records/Master Music, 2001

### Compilation
Parni valjak, Suzy, 1985
Pusti nek' traje: Kolekcija vol. 1, Croatia Records, 1991
Koncentrat 1977.-1983., Hit Records/Suzy, 2005
Koncentrat 1984.-2005., Croatia Records, 2005

### DVD
25 godina, Croatia Records/Hrvatski telekom, 2002
Bez struje: Live in ZeKaeM, Croatia Records, 2005

### Altro
Red Tab, cassetta promozionale, Jugoton, 1990
25 godina, mini-compilation, Croatia Records, 2000

### Singoli
Parni valjak/Šizofrenik, Alta/PGP RTB, 1976
Tako prođe tko ne pazi kad ga Parni valjak zgazi/Dok si mlad, PGP RTB, 1976
Ljubavni jadi jednog Parnog valjka/Teško je biti sam, PGP RTB, 1976
Prevela me mala/O šumama, rijekama i pticama, PGP RTB, 1976
Oću da se ženim/Ljeto, Jugoton, 1977
Lutka za bal/Crni dani, Jugoton, 1977
Od motela do motela/Predstavi je kraj, CBS/Suzy, 1978
Stranica dnevnika/Ulične tuče, Jugoton, 1979
Kekec je slobodan, red je na nas, Croatia Records, 1991
Kaži ja!/Sai Baba blues/Kaži ja! NU ZAGREB PEPSI, Croatia Records, 1997
Mir na jastuku, Croatia Records, 2000
Srcekrad, Croatia Records, 2000
Ugasi me LIVE, Croatia Records, 2001
Tko nam brani/Dok si pored mene, 2002